# 콜롬비아의 정당
콜롬비아의 정당 목록이다. 현재 콜롬비아의 경우 다당제로 운영하고 있으며, 1848년에 설립된 콜롬비아 자유당과 2005년에 설립된 국민연합사회당이 있다.

## 주요 정당
- 콜롬비아 자유당 - 자유주의, 사회민주주의 정당
- 국민연합사회당 - 자유보수주의, 제3의길 정당
- 콜롬비아 보수당 - 보수주의 정당
- 민주중도당 - 보수주의, 공동체주의 정당
- 철저한 변화 - 자유주의, 자유보수주의, 경제자유주의 정당
- 녹색당  - 사회민주주의, 진보주의, 녹색정치 정당
- 국민통합당 - 민족주의, 우익대중주의, 군국주의 정당
- 대안 민주주의 극점 - 사회민주주의 정당
- 완벽한 혁신의 독립운동 - 미드라이즘 정당